# Millennium Tower (Boston)
La Millennium Tower es un rascacielos residencial de 60 plantas y 208 m de altura situado en Boston, Massachusetts, Estados Unidos. Tras su finalización, este lujoso rascacielos, construido en la parcela de la antigua flagship store de Filene's en Downtown Crossing, se convirtió en el tercer edificio más alto de Boston. El edificio tiene 442 residencias, un supermercado de Roche Bros., y espacio de oficinas de clase A. Los residentes empezaron a ocupar la torre en julio de 2016.

## Historia

### Desarrollo y construcción
La Millennium Tower y el Burnham Building ocupan la parcela de la antigua flagship store de Filene's. Cuando cerró Filene's, el edificio se puso a la venta y fue comprado por Vornado Realty Trust de Nueva York. Vornado se unió con Gale International para construir un proyecto de 700 millones de dólares en la parcela. El proyecto consistía en una torre de 39 plantas que incluiría un hotel de 280 habitaciones, un restaurante de 125 asientos, 44 100 m² de oficinas, 166 apartamentos, 28 000 m² de comercios, y un parque adyacente. Sin embargo, cuando los promotores se quedaron sin dinero, dejaron el Burnham Building a medio y un enorme agujero donde se erigían antiguamente partes de Filene's que fueron construidas entre los años cincuenta y setenta. El ayuntamiento de Boston revocó posteriormente el permiso de construcción del proyecto.
En 2012, Millennium Partners se hizo cargo del proyecto y consiguió la aprobación de 110 000 m² de espacio residencial y de oficinas distribuidos en dos edificios. El 13 de abril de 2013, se firmó como inquilino a Arnold Worldwide, que ocuparía una gran parte del nuevo edificio. Tras este acuerdo, la construcción pudo continuar. La construcción del edificio empezó oficialmente con la ceremonia de puesta de la primera piedra el 17 de septiembre de 2013, a la que asistió el alcalde de la ciudad, Thomas M. Menino. El 26 de abril de 2014, seiscientos camiones vertieron 5000 m³ de hormigón en una losa de cimentación para el nuevo edificio, en el que se convirtió en el mayor vertido de hormigón de la historia de la ciudad.

### Inquilinos
A fecha de 2013 entre los inquilinos firmados para el edificio estaba el supermercado Roche Bros. Según un artículo de agosto de 2016 del Boston Globe, los apartamentos de lujo han sido comprados por residentes locales así como compradores asiáticos y europeos. Un ejecutivo de Millennium estimó en la época que el 75 % de los propietarios vivirán en sus unidades.